# André Marty
André Marty (Perpinyà 1886 - Tolosa de Llenguadoc 1956), també conegut com a Andreu Marty, fou un dirigent comunista francès d'origen nord-català que participà en la Guerra Civil espanyola com a màxim responsable de la formació de les Brigades Internacionals a la seva base d'Albacete.

## Primers anys

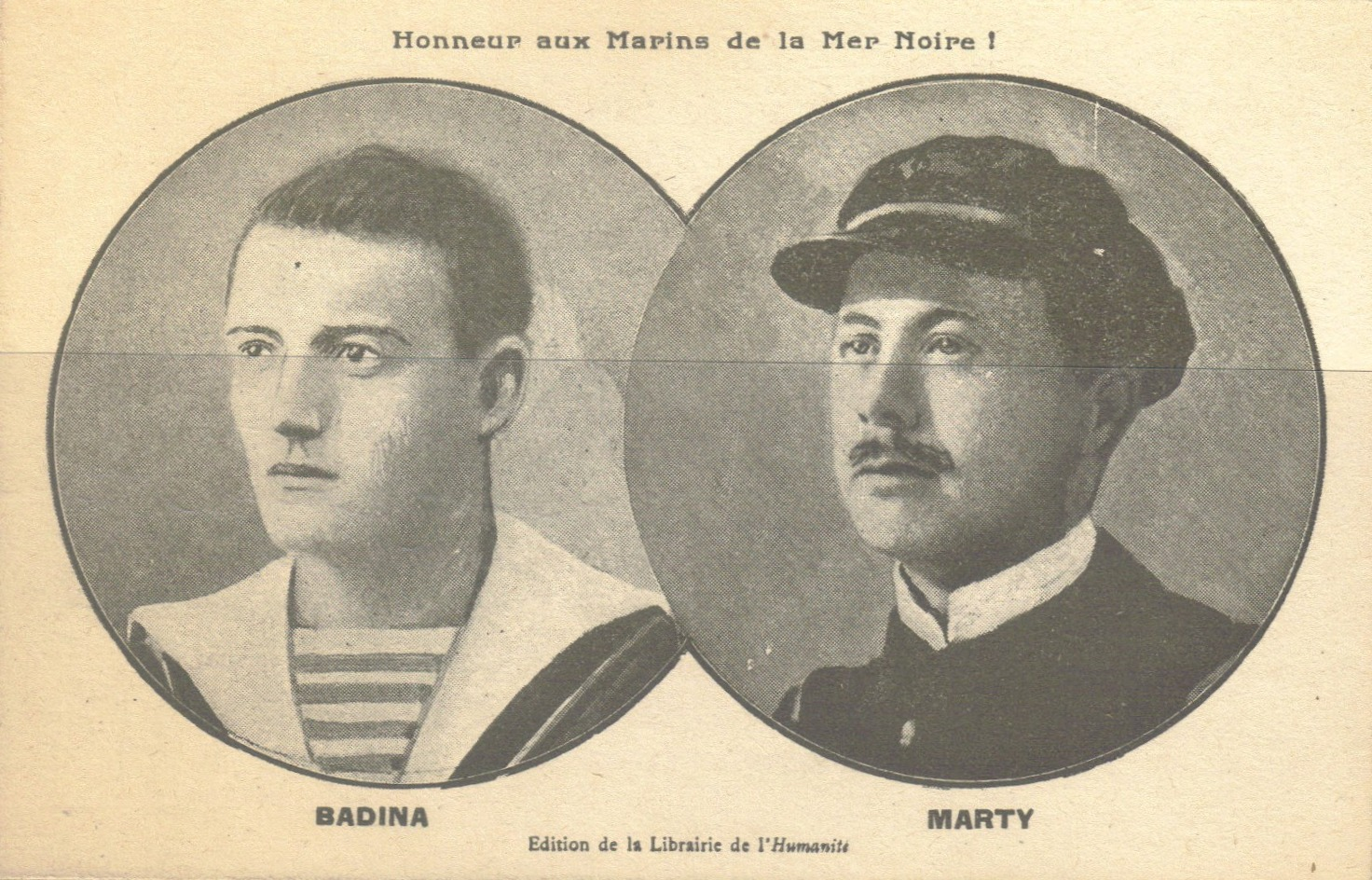
Retrat dels amotinats a la Mar Negra Badina i Marty

Fill d'una família d'extracció obrera, el 1871 el seu pare, originari de Fontpedrosa, al Conflent, d'inclinacions llibertàries i que tenia un cafè a Perpinyà, participà en la comuna de Narbona, essent condemnat a mort.
Andreu Marty feu el batxillerat i el 1905 va ingressar a l'Escola Professional Superior, per tal de preparar-se per a l'Escola de Marins-Estudiants de Mecànica de la Marina. Apte en les proves escrites del setembre de 1906, es va cremar la mà durant la prova de fabricació de calderes a l'Arsenal de Puteaux i va decidir fer-se calderer. S'enrola a la marina francesa l'any 1908. Calderer d'ofici, Marty esdevé mecànic mariner. Basat a Toló, les seves missions el porten a la Xina, l'Indoxina, els Balcans i el Marroc. També fa de bussejador i el 1911 participa en el reflotatge del torpeder Takou. Va col·laborar entre 1912-1913 amb el setmanari Le Cri du marin, els directors legals del qual eren membres de la Secció francesa de la Internacional Obrera. Mantindrà relacions amb grups obrers i sindicalistes de les drassanes, i amb grups maçons, amb els quals ja havia entrat en contacte a Perpinyà.
Format com a enginyer naval, fou un dels protagonistes del motí de la flota francesa del mar Negre, en protesta de la intervenció contra la Revolució Soviètica. El motí foren una sèrie de revoltes que van tenir lloc entre les tropes i vaixells francesos de l'esquadró del Mar Negre el 1919, ja que el govern francès intervenia en suport a les forces russes “blanques” tsaristes contra els revolucionaris. El mariners de vaixells com el Jean Bart, France, el Provence o el Protet es rebel·laren, en protesta per la mala alimentació, la decepció de no ser desmobilitzats, i en solidaritat amb els revolucionaris soviètics.
André Marty, enginyer de la sala de màquines, va encapçalar la revolta al Destructor Protet, ancorat al port fluvial romanès de Galatz. La seva detenció fou la que desencadenaria l'onada de motins en altres vaixells de la flota amarrats al port de Crimea tres dies després.
Després del retorn de l'expedició, els motins es van reprendre i van afectar gairebé tots els ports on s'estacionaven els vaixells de guerra: a Brest, Cherbourg, Bizerte, Lorient i Toló abans d'acabar al Mediterrani oriental.
Un consell de guerra celebrat al port de Constantinoble al juliol de 1919 va condemnar a Marty a vint anys de treballs forçats. En total, prop d'un centenar de marins van ser condemnats pels tribunals militars francesos, si bé majoritàriament van ser amnistiats.
Detingut i repatriat, fou empresonat del 1919 fins al 1923, quan fou amnistiat. Encara a la presó, la jove Secció Francesa de la Internacional Comunista en popularitza la figura, ja que el Comitè de Defensa Social i el Comitè de Marins assumeixen la seva defensa i la del seu germà, Joan. El seu nom es va convertir en un símbol i va ser elegit al Soviet de Moscou pels treballadors de la fàbrica Dynamo. Es presenta a les llistes comunistes i és elegit conseller municipal de París, i després conseller general, mentre encara restava empresonat.
Un cop alliberat el 1923, en una decisió en la qual es diu que hi ajuden els seus contactes amb diputats franc-maçons ingressà en el Partit Comunista Francès, partit pel qual fou diputat a l'Assemblea Nacional Francesa durant els períodes 1924-1928 I de 1929-1940 pel departament del Sena.
El 1925 Defensà Cheikou Cissé (1890-1933), un soldat condemnat el 1919 a la deportació a Nova Caledònia per activitats anticolonialistes, enfrontant-se al ministre de guerra Paul Painlevé, que li nega mesures de gràcia. El 2 d'abril de 1926 va llançar una crida contra la guerra del Rif.
Fou membre del Comitè Central de la SFIC, (després Partit Comunista Francès) des de 1926.
El 1927, com molts altres líders comunistes, Marty va ser condemnat i empresonat a la Santé per acció antimilitarista.
El 1931 s'integra a la secció francesa de la III internacional i el 1935 serà membre del secretariat de la Internacional Comunista.
Entre els anys 1933-34 també serà responsable del diari L'Humanité.
El 26 d'abril de 1936 és escollit al consell municipal de París en primera volta amb més del 50% dels vots pel districte XIIIè.

## La seva participació en la Guerra Civil espanyola
En esclatar la guerra civil espanyola marxà cap a Espanya el mes d'agost del 1936, participà en l'organització de les Brigades Internacionals, de les que fou nomenat "inspector general" i més tard dirigí aquest cos de voluntaris a la seva base d'Albacete. L'ajudà el fet de conèixer tant el castellà com el català, a causa del seu origen.
Després d'una certa tibantor amb els militars espanyols, fou cridat a Moscou, on Dimitrov el volgué destinar als assumptes de Sud-amèrica, però Marty insistí a tornar a Espanya i així ho feu l'octubre del 1937. Mantingué una molt bona relació amb Dolores Ibárruri, i donà suport a les posicions defensades per la Pasionaria al si de la III Internacional i davant dels dirigents Soviètics.
Per la seva duresa, segons algunes versions per les execucions de voluntaris que ordenà per motius no sempre del tot greus, segons altres versions per la seva implacable persecució d'infiltrats feixistes francesos provinents d'organitzacions com la Cagoule a les brigades internacionals, alguns mitjans conservadors i la propaganda franquista l'anomenaren el carnisser d'Albacete. Altres fonts li atribueixen un paper polític en la persecució de trotskistes i dissidents de la línia política de Stalin i les autoritats de Moscou.

## La Segona Guerra Mundial
El setembre del 1939 era a l'URSS, i després de l'ocupació nazi de França, va treballar per a la Komintern fins a la seva dissolució el maig de 1943.
L'octubre de 1943 va traslladar-se a Alger per representar el PCF al govern provisional de Gaulle i per formar part de l'Assemblea Consultiva.
Després del desembarcament de Normandia el 1944, defensà la revolució proletària, però topà amb l'oposició de Stalin i de Maurice Thorez. Número 3 del partit en l'alliberament de França, darrere Thorez i Jacques Duclos, a partir de 1947 començarà a ser relegat a papers secundaris.

## La post-guerra mundial
A partir de l'acabament de la guerra, s'allunyà progressivament de la línia oficial del Partit Comunista Francès i el desembre de 1952 fou expulsat del partit juntament amb Charles Tillon, després d'una campanya de descrèdit que afectà també el seu germà Joan, acusant-los de tenir 'relacions policials'. El mateix Jacques Duclos declarà que Marty havia estat "desenmascarat com a agent de policia", acusació de la qual tanmateix ningú no ha trobat mai la més mínima base. El motiu formal de l'expulsió fou el de fer "treball fraccionari" dins el partit. Hom atribueix la seva caiguda en desgràcia a la rivalitat i desacords amb Thorez i la resta de la direcció.
El 1945, els electors de París van elegir de nou André Marty a les Corts Constituents i després a la Cambra de Diputats. Exclòs del Partit Comunista Francès el 1953, va mantenir el seu mandat com a diputat fins a les eleccions del 1956.
A mesura que perdia pes i influència en la direcció del partit a Paris, Marty reforçà els seus vincles i participació en la vida del PC a la Catalunya Nord. Andreu Marty, defensor de la llengua i culura catalana, presentà una proposició de llei el 28 de Juliol 1948 en favor de l'ensenyament del català, i el 1951 serà un dels promotors de la llei Deixonnne, la primera llei francesa que autoritzà l’ensenyament de les llengües regionals a l’ensenyament públic,
Va morir el 23 de novembre de 1956 a Tolosa de Llenguadoc,.
Home d'aparell orientat cap a l'acció internacional, André Marty havia acumulat una gran quantitat de documents al PCF i al Komintern. Els "arxius Marty", llegats a Jean Maitron, constitueixen avui una font important per als historiadors del comunisme a l'Estat Francès i la III internacional.